# Радостин Чомаков
Радостин Михаилов Чомаков е български сценограф и художник.

## Биография
Роден е през 1937 г. в Карнобат. Завършва специалност „Сценография“ при проф. Георги Каракашев през 1965 г. в Художествената академия в София. Започва работа като аниматор в „Мултфилм Бояна“ през 1965 г. От 1968 г. до 1978 г. е сценограф в Българската национална телевизия, като неговото име се свързва с редица постановки от поредицата „Телевизионен театър“, множество популярни телевизионни предавания и програми. Главен художник на Националната опера и балет в София от 1978 г. Сценограф на над 200 оперни и балетни спектакъла. Сред част от емблематичните постановки Радостин Чомаков на сцената на Софийската опера са „Аида“, „Кармен“, „Травиата“, „Трубадур“, „Арко Ирис“, „Хан Крум“, „Златното петле“, „Чудният мандарин“, „Севилският бръснар“; „Ромео и Жулиета“, „Набуко“ в Бургаската опера; „Травиата“ във Варненската опера; „Тоска“, „Островът на мечтите“, „Риголето“ в Старозагорската опера; „Набуко“ в Пловдивската опера; „Момчил“, „Нестинарка“ в Русенската опера и много други. През целия си творчески път работи в екип със съпругата си – Бояна Чомакова (костюмограф). Дълги години създава декорите за международния фестивал „Златният Орфей“. Сценограф на спектакъла „Диви ягоди“ на Националния фолклорен ансамбъл „Филип Кутев“. Участва в почти всички сценографски изложби в страната и в чужбина. Преподавател, доцент в Националната музикална академия.
Умира през 2016 г. в София.